# Devin Mullings
Devin Mullings (Freeport (Bahamas), 4 de Outubro de 1985) é um tenista profissional das Bahamas.
Sem ranquiamento expressivo, foi convidado a participar dos Jogos Olimpicos de Pequim em 2008, mas logo caiu na primeira rodada, frente ao argentino Agustin Calleri. Mullings é presença constante na Equipe Bahamenha de Copa Davis, desde 2002.